# 那珂川市立那珂川北中学校
那珂川市立那珂川北中学校（なかがわしりつ なかがわきたちゅうがっこう）は、福岡県那珂川市片縄西三丁目にある公立中学校。

## 沿革
- 2004年（平成16年）4月1日 - 那珂川町立那珂川中学校から分離し、那珂川町立那珂川北中学校が開校[1]。
- 2018年（平成30年）10月1日 - 市制施行に伴い那珂川市立那珂川北中学校に改称[2]。

## 態様
市域西部に位置して広がる片縄山の麓に所在する。恵子（えこ）街区に連なる住宅街の奥部である。

## 通学区域
- 那珂川市
  - 大字恵子
  - 恵子1丁目 - 6丁目（4丁目の一部を除く）
  - 大字片縄
  - 片縄西1丁目 - 5丁目
  - 片縄1丁目 - 10丁目
  - 片縄北1丁目 - 8丁目
  - 片縄東1丁目
  - 今光8丁目の一部

## 交通
数km東方を国道385号が南北に走っている。

## 周辺
- 丸ノ口古墳公園
丸ノ口古墳群および白石古墳群を内に含む公園。敷地の西部で隣接。
- 妙親寺
寺院。敷地の北西部で小道を挟んで隣接。
- 如意輪観音
如意輪観音を本尊とする小堂（参照『恵子如意輪観音』）。東方、恵子街区4丁目の一角に存在。
- 春日神社
東方、恵子街区4丁目に存在。
- 恵子教育集会所
市立の教育集会所。東方、恵子街区4丁目に存在。
- 那珂川市立岩戸北小学校
東方、恵子街区1丁目に所在。

## 著名な出身者
- 藤井菜々子（競歩選手）
- 梅野隆太郎（プロ野球選手）